# Der Tote im Eis
Der Tote im Eis ist ein deutscher Fernsehfilm von Niki Stein aus dem Jahr 2013, der im Auftrag für das ZDF produziert wurde.

## Handlung
Der Bauunternehmer Karl Kress hat seinen ältesten Sohn Christoph das letzte Mal vor zwanzig Jahren auf einer gemeinsamen Bergtour gesehen, seitdem gilt jener als vermisst. Christophs jüngerer Bruder Mark, der ebenfalls an der Bergtour teilgenommen hat, holte damals trotz Verletzungen, die er sich zuzog, Hilfe. Die Bergwacht ging davon aus, dass Christoph im dichten Nebel in eine Gletscherspalte gerutscht ist. Nun will Karl Kress, der inzwischen Anfang siebzig ist, dem Unglück seines Sohnes, das ihn all die Zeit nie losgelassen hat, auf den Grund gehen.

## Hintergrund
Der Tote im Eis ist eine Produktion der Studio Hamburg und der Letterbox Filmproduktion. Der Film wurde vom 4. September 2012 bis zum 16. Oktober 2012 an Schauplätzen in Hamburg und Österreich gedreht. Die Erstausstrahlung erfolgte am 20. Mai 2013 im ZDF.

## Kritik
Für die Kritiker der Fernsehzeitschrift TV Spielfilm war es ein „vielschichtiges, packendes und kinoreifes Familiendrama vor wuchtiger Alpenkulisse“. Sie bewerteten den Film mit der bestmöglichen Wertung, dem Daumen nach oben.